# Armorial des communes de la Mayenne
- il comporte peu ou pas de sources.

Blason de la Mayenne : D'azur à un léopard d'or soutenu de deux fleurs de lys du même, à la bordure de gueules ; au pal ondé d'hermine brochant sur le tout.

Cette page dresse l'ensemble des armoiries (figures et blasonnements) des communes de la Mayenne disposant d'un blason. Les communes ne disposant pas d'un blason, et celles utilisant un pseudo-blason (travail ne respectant aucune règle de composition héraldique), ne sont pas incluses dans cet armorial.
- Haut – A
- B
- C
- D
- E
- F
- G
- H
- I
- J
- K
- L
- M
- N
- O
- P
- Q
- R
- S
- T
- U
- V
- W
- X
- Y
- Z

1 dessin(s) en attente (voir : S)

## A
| Blason de Alexain | Blason  | Parti d'azur et de gueules; à l'étoile d'argent, accompagnée de cinq abeilles d'or, aboutées par l'abdomen à chacune des pointes de l'étoile, brochant sur la partition. |
| Blason de Alexain | Détails | Adopté le 31 mai 2018. |

| Blason de Ambrières-les-Vallées | Blason  | D'argent au sautoir de gueules engrêlé de sable. |
| Blason de Ambrières-les-Vallées | Détails | Le statut officiel du blason reste à déterminer. |

| Blason de Andouillé | Blason  | D'azur à la fasce d'or accompagnée de deux quintefeuilles en chef et d'une fleur de lis en pointe, le tout du même. |
| Blason de Andouillé | Détails | Le statut officiel du blason reste à déterminer.                                                                    |

| Blason de Argentré | Blason  | Parti d'or à trois forces de sable, et de gueules à la croix dentelée d'argent. |
| Blason de Argentré | Détails | Le statut officiel du blason reste à déterminer.                                |

| Blason à dessiner | Blason  | D'azur à la fontaine d'or jaillissant de deux jets d'argent. |
| Blason à dessiner | Détails | Le statut officiel du blason reste à déterminer.             |

| Blason de Averton | Blason  | D'azur au sautoir réduit d'argent cantonné de quatre étoiles de six rais d'or. |
| Blason de Averton | Détails | Le statut officiel du blason reste à déterminer.                               |

Pas d'information pour les communes suivantes : Ahuillé, Ampoigné, Argenton-Notre-Dame, Aron (Mayenne) , Arquenay, Astillé, Athée (Mayenne), Azé (Mayenne)
- Haut – A
- B
- C
- D
- E
- F
- G
- H
- I
- J
- K
- L
- M
- N
- O
- P
- Q
- R
- S
- T
- U
- V
- W
- X
- Y
- Z

## B
| Blason de Baconnière (La) | Blason  | D'argent à la cloche d'azur ; à la bordure de gueules maçonnée de sable. |
| Blason de Baconnière (La) | Détails | Le statut officiel du blason reste à déterminer.                         |

| Blason de Bais | Blason  | D'argent à trois quintefeuilles d'azur rangées en pal et séparées par deux trangles de sable. |
| Blason de Bais | Détails | Le statut officiel du blason reste à déterminer.                                              |

| Blason de Ballots | Blason  | D'azur aux trois roses (ou angemmes) d'or.       |
| Blason de Ballots | Détails | Le statut officiel du blason reste à déterminer. |

| Blason de La Bazouge-des-Alleux | Blason  | De sinople, à un pal de vair, accosté de deux croisettes d’or, mises en bande. |
| Blason de La Bazouge-des-Alleux | Détails | Adopté par la municipalité le 28 octobre 1999.                                 |

| Blason de Bazougers | Blason  | Écartelé : au 1er vairé d'or et de gueules, au 2e de sinople à un moulin à vent d'argent, au 3e de sinople au menhir du lieu d'argent, au 4e d'azur à cinq cotices d'or. |
| Blason de Bazougers | Détails | Création Jean-Claude Molinier, adoptée le 18 mai 2021. |

| Blason de Beaumont-Pied-de-Bœuf | Blason  | Tiercé en pairle renversé : au 1er d'azur à un léopard d'or soutenu de deux fleurs de lis du même, au 2d d'argent à trois pattes de bœuf onglées d'or, au 3e de sinople au pont isolé de quatre arches d'argent, maçonné de sable. |
| Blason de Beaumont-Pied-de-Bœuf | Détails | Armes parlantes. (pattes de bœuf) Le statut officiel du blason reste à déterminer. |

| Blason de Bignon-du-Maine (Le) | Blason  | De gueules à six écussons d'or, 3, 2 et 1.       |
| Blason de Bignon-du-Maine (Le) | Détails | Le statut officiel du blason reste à déterminer. |

| Blason de La Bigottière | Blason  | D'argent au lion de sable, armé, lampassé et couronné de gueules, accompagné de trois fleurs de lis d'azur, rangées en chef. |
| Blason de La Bigottière | Détails | Adopté par la municipalité en décembre 2002.                                                                                 |

| Blason de Blandouet | Blason  | D'azur à l'écusson d'or au lion de gueules, accompagné de trois clous d'argent. |
| Blason de Blandouet | Détails | Le statut officiel du blason reste à déterminer.                                |

| Blason de Bouchamps-lès-Craon | Blason  | De gueules, à une épée basse d’argent ; au chef cousu de sable, chargé de trois fleurs de lys d’argent. |
| Blason de Bouchamps-lès-Craon | Détails | * Ces armes emploient le terme « cousu » dans le seul but de contrevenir à la règle de contrariété des couleurs : elles sont fautives : sable sur gueules. Adopté par la municipalité le 16 septembre 1999. |

| Blason de Boulay-les-Ifs | Blason  | D'argent à trois fasces de sable chargées de six roses d'or, trois sur la première, deux sur la seconde et une sur la troisième. |
| Blason de Boulay-les-Ifs | Détails | Le statut officiel du blason reste à déterminer.                                                                                 |

| Blason de Bourgon | Blason  | D’or, à un lion de gueules, tenant entre ses pattes avant une lance de même d’où s’étend une oriflamme d’argent, chargée d’une croix du second ; le tout adextré d’une clé contournée d’azur en pal. |
| Blason de Bourgon | Détails | Adopté par la municipalité le 19 décembre 2002. |

| Blason de Brecé | Blason  | D'azur à la fasce fuselée de six pièces d'or accompagnée de six fleurs de lis d'argent, trois rangées en chef et trois rangées en pointe. |
| Blason de Brecé | Détails | Le statut officiel du blason reste à déterminer.                                                                                          |

| Blason de Brée | Blason  | D’or, à trois fasces d’azur et un soleil de l'un en l'autre ; au chef cousu d’argent, chargé de trois quintefeuilles d’azur.                                                                         |
| Blason de Brée | Détails | * Ces armes emploient le terme « cousu » dans le seul but de contrevenir à la règle de contrariété des couleurs : elles sont fautives : argent sur or. Adopté par la municipalité le 4 octobre 1999. |

| Blason de Brulatte (La) | Blason  | D'argent à la tour de sable ouverte et ajourée du champ enflammée de gueules, accostée de deux dagues du même.        |
| Blason de Brulatte (La) | Détails | Armes parlantes. (tour enflammée, à rapprocher du nom de la commune) Le statut officiel du blason reste à déterminer. |

Pas d'information pour les communes suivantes :  Ballée, Bannes (Mayenne), La Bazoge-Montpinçon, La Bazouge-de-Chemeré, Beaulieu-sur-Oudon, Belgeard, Bierné, La Boissière (Mayenne), Bonchamp-lès-Laval, Bouère, Bouessay, Le Bourgneuf-la-Forêt, Brains-sur-les-Marches, Le Buret
- Haut – A
- B
- C
- D
- E
- F
- G
- H
- I
- J
- K
- L
- M
- N
- O
- P
- Q
- R
- S
- T
- U
- V
- W
- X
- Y
- Z

## C
| Blason de Carelles | Blason  | D’azur, à un pairle d’argent, maçonné de sable, accosté de deux têtes de mouton d’or. |
| Blason de Carelles | Détails | Adopté le 16 novembre 1999.                                                           |

| Blason de Chailland | Blason  | D'argent fretté de gueules de huit pièces ; au chef échiqueté d'or et de gueules de trois tires. |
| Blason de Chailland | Détails | Inspiré des armes de la famille du Matz, ancien seigneur de Chailland, qui portait : « d'argent fretté de gueules ; au chef échiqueté d'or et de gueules de deux tires ». Création Robert Louis, adoptée le 7 juillet 1954. |

| Blason de Champfrémont | Blason  | D'azur au rencontre de bélier d'or, sommé de deux jets d'eau symétriques d'argent et accompagné de trois molettes d'or. |
| Blason de Champfrémont | Détails | Le statut officiel du blason reste à déterminer.                                                                        |

| Blason de Champgenéteux | Blason  | D’azur, semé de fleurs de genêt d’or ; à une montagne d’argent mouvant de la pointe brochant sur le tout.         |
| Blason de Champgenéteux | Détails | Armes parlantes. (le champ de l'écu est un semé de fleurs de genêt) adopté par la municipalité le 9 octobre 1999. |

| Blason de Changé | Blason  | Tranché de gueules au château d'or, et d'azur à trois merlettes de sable* ordonnées en orle.                |
| Blason de Changé | Détails | * Il y a là non-respect de la règle de contrariété des couleurs : ces armes sont fautives (sable sur azur). |

| Blason de Chantrigné | Blason  | De gueules, à une croix d’argent, chargée d’une clé contournée de sable, mise en pal, la croix cantonnée de quatre quartefeuilles d’or. |
| Blason de Chantrigné | Détails | Adopté par la municipalité le 25 janvier 2000                                                                                           |

| Blason de Charchigné | Blason  | Deux écus accolés : - D'argent à six tourteaux de gueules ordonnés 3, 2 et 1. - D'azur à deux épées d'argent, garnies d'or et passées en sautoir; au chef du second chargé de trois merlettes de sable. |
| Blason de Charchigné | Détails | Le statut officiel du blason reste à déterminer. |

| Blason de Château-Gontier | Blason  | D'azur au château couvert d'argent, flanqué de tours crénelées d'argent et pavillonnées du même, ouvert du champ, maçonné et ajouré de sable, au chef cousu de gueules chargé de deux clefs aussi d'argent.                 |
| Blason de Château-Gontier | Détails | Armes parlantes. * Ces armes emploient le terme « cousu » dans le seul but de contrevenir à la règle de contrariété des couleurs : elles sont fautives : gueules sur azur. Le statut officiel du blason reste à déterminer. |

| Blason de Châtelain | Blason  | D'azur à la fasce d'argent, maçonnée de sable, accompagnée de trois croisettes tréflées d'argent. |
| Blason de Châtelain | Détails | Adopté par la municipalité en juin 2001.                                                          |

| Blason de Châtillon-sur-Colmont | Blason  | D'argent à l'épée de gueules; mantelé d'azur; au chef bastillé de trois pièces et deux demies d'argent et chargé de trois quintefeuilles de gueules. |
| Blason de Châtillon-sur-Colmont | Détails | Adopté par la municipalité en février 2000. |

| Blason de Chevaigné-du-Maine | Blason  | D'azur à la herse d'or à dextre et au lion d'argent à senestre. |
| Blason de Chevaigné-du-Maine | Détails | Le statut officiel du blason reste à déterminer.                |

| Blason de Colombiers-du-Plessis | Blason  | Coupé: au 1er d'or à l'aulne de sinople accosté de deux fers à cheval renversés de sable, au 2e d'azur à deux colombes affrontées d'argent. |
| Blason de Colombiers-du-Plessis | Détails | Armes parlantes. (colombes) Le statut officiel du blason reste à déterminer.                                                                |

| Blason de Commer | Blason  | Mi-parti ondé: au 1er d'or au lion d’azur, armé et lampassé de gueules surmonté à dextre de la lettre onciale A du même, au 2e de gueules au lion couronné d’or surmonté à senestre de la lettre onciale M du même. |
| Blason de Commer | Détails | Adopté par la municipalité le 24 mai 2018. |

| Blason de Congrier | Blason  | Vairé d'or et d'azur.                                                                        |
| Blason de Congrier | Détails | La Municipalité emploie les armes en alias. Le statut officiel du blason reste à déterminer. |
| Blason de Congrier | Alias   | Vairé d'azur et d'argent de quatre tires.                                                    |

| Blason de Contest | Blason  | De gueules à la quintefeuille cousue de sinople; au chef cousu de sinople chargé de la lettre cursive C d'argent, allongée en fasce ondée.                                                                    |
| Blason de Contest | Détails | * Ces armes emploient le terme « cousu » dans le seul but de contrevenir à la règle de contrariété des couleurs : elles sont fautives : sinople sur gueules. Le statut officiel du blason reste à déterminer. |

| Blason de Cosmes | Blason  | Écartelé : au 1er d'or à un rencontre de cerf de gueules surmonté d'une aiglette de sable, au 2e d'azur à trois pommes de pin d'or et à la fasce d'argent chargée de trois coquilles de gueules, brochante, au 3e de gueules à deux pals d'argent et à la bordure de sable chargée de treize besants d'or, au 4e d'or à une croisette de gueules accompagnée de six annelets du même ordonnés en orle. |
| Blason de Cosmes | Détails | Armes parlantes. (Cosmes, à rapprocher de cône, forme de la pomme de pin) Adopté en 2018. |

| Blason de Cossé-le-Vivien | Blason  | Vairé d'or et d'azur.                            |
| Blason de Cossé-le-Vivien | Détails | Le statut officiel du blason reste à déterminer. |

| Blason de Couesmes-Vaucé | Blason  | D’or, à un étai d’azur, accompagné en chef de deux corbeaux affrontés de sable, et en pointe d’un lion du second, armé et lampassé de gueules. |
| Blason de Couesmes-Vaucé | Détails | Adopté par la municipalité le 1 juin 1999. |

| Blason de Couptrain | Blason  | D'azur au cheval d'argent surmonté d'une rose du même et adextré d'un chandelier d'or garni d'un cierge d'argent allumé de gueules. |
| Blason de Couptrain | Détails | Le statut officiel du blason reste à déterminer.                                                                                    |

| Blason de Courcité | Blason  | Chevronné d’or et de gueules, à une flèche de sable mise en pal, brochant sur le tout ; à la bordure du second, chargée de seize besants d’argent. |
| Blason de Courcité | Détails | Adopté par la municipalité le 31 mars 2000. |

| Blason de Craon | Blason  | De gueules au sautoir d'argent cantonné de quatre losanges du même. |
| Blason de Craon | Détails | Adopté par la municipalité.                                         |

| Blason de Crennes-sur-Fraubée | Blason  | D’azur, à la plaine d’argent, sur laquelle passe un loup d’or, accompagné en chef d’une gerbe du même. |
| Blason de Crennes-sur-Fraubée | Détails | Adopté par la municipalité en juin 2005.                                                               |

| Blason de La Cropte | Blason  | D’azur, à un mont d’un seul coupeau d’argent, chargé d’un feu de gueules, surmonté de deux clés mises en sautoir et d'un glaive brochant, le tout du second ; au chef cousu de gueules, chargé de trois écus d’or. |
| Blason de La Cropte | Détails | * Ces armes emploient le terme « cousu » dans le seul but de contrevenir à la règle de contrariété des couleurs : elles sont fautives : gueules sur azur. Adopté par la municipalité en décembre 2002.             |

Pas d'information pour les communes suivantes :  Châlons-du-Maine, Chammes, Champéon, La Chapelle-Anthenaise, La Chapelle-au-Riboul, La Chapelle-Craonnaise, La Chapelle-Rainsouin, Châtres-la-Forêt, Chemazé, Chémeré-le-Roi, Chérancé (Mayenne), Cossé-en-Champagne, Coudray (Mayenne), Courbeveille, La Croixille, Cuillé
- Haut – A
- B
- C
- D
- E
- F
- G
- H
- I
- J
- K
- L
- M
- N
- O
- P
- Q
- R
- S
- T
- U
- V
- W
- X
- Y
- Z

## D
| Blason de Daon | Blason  | D'azur à trois rencontres de chevreuil d'or ; à la bordure réduite du même. |
| Blason de Daon | Détails | Le statut officiel du blason reste à déterminer.                            |

| Blason de Denazé | Blason  | D’argent, à trois fasces d’azur, et un agneau d’or portant une longue croix du même et brochant sur le tout ; au chef losangé d’or et de gueules d’une tire. |
| Blason de Denazé | Détails | adopté par la municipalité le 16 février 2000. |

| Blason de Désertines | Blason  | D’azur, à un pont d’argent, maçonné de sable, sommé d'une croix latine du second et accompagné de trois joncs d'or. |
| Blason de Désertines | Détails | adopté par la municipalité le 3 décembre 1999.                                                                      |

| Blason de La Dorée | Blason  | D’or, à un lion de gueules, adextré d’une coquille versée de sable ; au chef d’argent, chargé d’une croix de gueules et d'une rose d’azur brochant sur le tout.           |
| Blason de La Dorée | Détails | Armes parlantes. * Il y a là non-respect de la règle de contrariété des couleurs : ces armes sont fautives (argent sur or). adopté par la municipalité le 4 octobre 1999. |

Pas d'information pour les communes suivantes : Deux-Évailles
- Haut – A
- B
- C
- D
- E
- F
- G
- H
- I
- J
- K
- L
- M
- N
- O
- P
- Q
- R
- S
- T
- U
- V
- W
- X
- Y
- Z

## E
| Blason de Entrammes | Blason  | De sable à trois fasces bretessées d'or semées de trèfles de sinople. |
| Blason de Entrammes | Détails | Le statut officiel du blason reste à déterminer.                      |

| Blason de Ernée | Blason  | De gueules à trois sifflets d'or.                |
| Blason de Ernée | Détails | Le statut officiel du blason reste à déterminer. |

| Blason de Évron | Blason  | Écartelé d'argent fretté de sable, au chef soudé d'or* chargé de trois merlettes du second, et d'or au lion d'azur couronné et lampassé de gueules. |
| Blason de Évron | Détails | * Ces armes emploient le terme « cousu » dans le seul but de contrevenir à la règle de contrariété des couleurs : elles sont fautives : chef soudé. |

Pas d'information pour Épineux-le-Seguin.
- Haut – A
- B
- C
- D
- E
- F
- G
- H
- I
- J
- K
- L
- M
- N
- O
- P
- Q
- R
- S
- T
- U
- V
- W
- X
- Y
- Z

## F
| Blason de Fontaine-Couverte | Blason  | D’or, à une fontaine d’azur, accostée de deux croisettes de gueules ; au chef du même. |
| Blason de Fontaine-Couverte | Détails | Armes parlantes. Adopté par la municipalité en décembre 1999.                          |

| Blason de Forcé | Blason  | D'azur au pont gardé de deux tours, le tout d'argent, mouvant des flancs, maçonné de sable, les tours ouvertes et ajourées du champ, le pont sommé d'un chêne d'or. |
| Blason de Forcé | Détails | Adopté par la municipalité le 1 décembre 1999. |

| Blason de Fougerolles-du-Plessis | Blason  | D'or au lion de gueules au chef d'azur chargé de trois parachutes d'argent auxquels sont appendues trois étoiles du même. |
| Blason de Fougerolles-du-Plessis | Détails | Le statut officiel du blason reste à déterminer.                                                                          |

Pas d'information pour  Fromentières (Mayenne)
- Haut – A
- B
- C
- D
- E
- F
- G
- H
- I
- J
- K
- L
- M
- N
- O
- P
- Q
- R
- S
- T
- U
- V
- W
- X
- Y
- Z

## G
| Blason de Gennes-Longuefuye | Blason  | Gironné d'azur et d'argent; sur le tout de gueules au lion d'argent armé, lampassé et couronné d'or. |
| Blason de Gennes-Longuefuye | Détails | Officiel - reprise du blason de Gennes-sur-Glaize après la fusion des 2 communes.                    |

| Blason de Le Genest-Saint-Isle | Blason  | D’azur, à un besant accompagné en chef de deux trèfles, le tout d’or ; au chef d’argent, à une aigle issante de gueules, becquée d’azur. |
| Blason de Le Genest-Saint-Isle | Détails | adopté par la municipalité en février 2000:                                                                                              |

| Blason de Gesvres | Blason  | Burelé d'argent et d'azur à deux clés de gueules adossées en chevron et accompagnées de trois mains dextres d'argent. |
| Blason de Gesvres | Détails | adopté par la municipalité le 19 juillet 1999.                                                                        |

| Blason de Gorron | Blason  | D'argent à trois têtes de loup de sable.         |
| Blason de Gorron | Détails | Le statut officiel du blason reste à déterminer. |

Pas d'information pour les communes suivantes : Gastines, Gesnes, La Gravelle, Grazay, Grez-en-Bouère
- Haut – A
- B
- C
- D
- E
- F
- G
- H
- I
- J
- K
- L
- M
- N
- O
- P
- Q
- R
- S
- T
- U
- V
- W
- X
- Y
- Z

## H
| Blason de Le Ham | Blason  | D’azur, à un lion burelé d’argent et de gueules, accompagné en chef de deux roses d’argent. |
| Blason de Le Ham | Détails | Le statut officiel du blason reste à déterminer.                                            |

| Blason de Hambers | Blason  | De gueules à la montagne bandée d'or et d'azur, accompagnée de trois roses d'argent rangées en chef. |
| Blason de Hambers | Détails | Adopté par la municipalité le 23 mars 1999.                                                          |

| Blason de Hercé | Blason  | D'azur à trois herses de laboureur d'or.                          |
| Blason de Hercé | Détails | Armes parlantes. Le statut officiel du blason reste à déterminer. |

| Blason de Le Horps | Blason  | Parti: au 1er d'azur au lion contourné d'argent, armé et lampassé de gueules, au 2e coupé de sable et d'argent, au lion brochant de l'un en l'autre; à la clé d'or brochant sur le parti; le tout sommé d'un chef d'azur chargé d'une couronne de baron d'or accostée de deux joncs du même. |
| Blason de Le Horps | Détails | Adopté le 19 juin 2012. |

| Blason de Houssay | Blason  | D'azur à la couleuvre d'argent ondoyant en pal, la tête enfermée en chef à l'intérieur de la voûte centrale d'un pont de trois arches d'argent, maçonné de sable, la couleuvre accostée de deux feuilles de houx d'or, celle de dextre posée en bande et celle de senestre en barre. |
| Blason de Houssay | Détails | Armes parlantes. (feuilles de houx) Adopté par la municipalité le 19 juin 2000. |

| Blason de Le Housseau-Brétignolles | Blason  | D'argent à la roue de moulin de sable; mantelé d'azur chargé de deux feuilles de houx d'argent, celle de dextre posée en barre et celle de senestre en bande. |
| Blason de Le Housseau-Brétignolles | Détails | Armes parlantes. (feuilles de houx) Adopté le 23 juin 2000.                                                                                                   |

| Blason de Huisserie (L’) | Blason  | De gueules à la porte de ville crénelée d'or et ouverte du champ; au chef du second chargé de trois sapins de sinople. Devise / Cri« Bienvenue - fidélité » |
| Blason de Huisserie (L’) | Détails | Armes parlantes. (un huis est une porte) Le statut officiel du blason reste à déterminer.                                                                   |

Pas d'information pour les communes suivantes : La Haie-Traversaine, Hardanges
- Haut – A
- B
- C
- D
- E
- F
- G
- H
- I
- J
- K
- L
- M
- N
- O
- P
- Q
- R
- S
- T
- U
- V
- W
- X
- Y
- Z

## I
| Blason de Izé | Blason  | Coupé: au 1er de gueules à l'épée versée d'argent garnie d'or brochant sur deux clefs de même passées en sautoir, au 2e d'azur à deux cotices ondées d'argent et à l'épi de blé d'or tigé et feuillé de deux pièces du même, posé en bande et brochant. |
| Blason de Izé | Détails | Adopté en février 2018. |

- Haut – A
- B
- C
- D
- E
- F
- G
- H
- I
- J
- K
- L
- M
- N
- O
- P
- Q
- R
- S
- T
- U
- V
- W
- X
- Y
- Z

## J
| Blason de Javron-les-Chapelles | Blason  | D’azur à un rencontre de chèvre d’or, chaussé vairé d’or et de gueules ; au chef cousu de gueules, à trois croisettes d’or.                                                                        |
| Blason de Javron-les-Chapelles | Détails | * Ces armes emploient le terme « cousu » dans le seul but de contrevenir à la règle de contrariété des couleurs : elles sont fautives : gueules sur azur. Adopté par la municipalité en mars 1999. |

Pas d'information pour les communes suivantes : Jublains, Juvigné
- Haut – A
- B
- C
- D
- E
- F
- G
- H
- I
- J
- K
- L
- M
- N
- O
- P
- Q
- R
- S
- T
- U
- V
- W
- X
- Y
- Z

## L
| Blason de Landivy | Blason  | D'azur au château de deux tours d'argent maçonné de sable, au lion d'argent issant du château ; au chef d'hermine. |
| Blason de Landivy | Détails | Adopté par la municipalité le 27 mars 2000.                                                                        |

| Blason de Larchamp | Blason  | D'argent à la doloire de gueules posée en bande et sommée d'une corneille de sable. |
| Blason de Larchamp | Détails | Adopté par la municipalité le 2 décembre 1999.                                      |

| Blason de Lassay-les-Châteaux | Blason  | D'argent au caducée d'azur.                      |
| Blason de Lassay-les-Châteaux | Détails | Le statut officiel du blason reste à déterminer. |

| Blason de Laubrières | Blason  | D'azur à une levrette d'argent, colletée de gueules et accompagnée de trois fleurs de lys d'or ; à la bordure réduite partie d'hermine et de gueules. |
| Blason de Laubrières | Détails | Adopté le 4 juillet 2023. |

| Blason de Laval | Blason  | De gueules au léopard d'or armé et lampassé d'azur. |
| Blason de Laval | Détails | Le statut officiel du blason reste à déterminer.    |

| Blason de Lesbois | Blason  | Coupé: au 1er de sable au lion issant d'argent, au 2e d'argent à trois arbres de sinople sur une terrasse isolée du même. |
| Blason de Lesbois | Détails | Armes parlantes. Adopté par la municipalité le 28 octobre 1999.                                                           |

| Blason de Levaré | Blason  | De sable à la tour d'argent surmontée de deux coquilles du même. |
| Blason de Levaré | Détails | Adopté par la municipalité en octobre 1999.                      |

| Blason de Lignières-Orgères | Blason  | De gueules, à un lion burelé d’or et de sinople, couronné d’argent ; au chef cousu de sinople, chargé d’une cornue accostée de deux rochers, le tout d’argent.                                           |
| Blason de Lignières-Orgères | Détails | * Ces armes emploient le terme « cousu » dans le seul but de contrevenir à la règle de contrariété des couleurs : elles sont fautives : sinople sur gueules. Adopté par la municipalité en janvier 1999. |

| Blason de Loiron | Blason  | D'azur au chevron d'or, accompagné en chef de deux étoiles et en pointe d'un chêne englanté d'or, à la bordure de gueules chargée de six écus d'or 3,2,1. |
| Blason de Loiron | Détails | Le statut officiel du blason reste à déterminer. |

| Blason de Louverné | Blason  | D'azur à l'épée d'or accostée de deux navettes du même, posées en pal; au chef d'argent bastillé de trois pièces et chargé d'une chauve-souris au vol éployé de sable. |
| Blason de Louverné | Détails | Adopté par la municipalité le 30 mars 2000. |

| Blason de Louvigné | Blason  | D’azur, à un pal d’or, chargé d’une couleuvre du premier, accosté de deux rochers du second. |
| Blason de Louvigné | Détails | Adopté par la municipalité le 23 février 2000:                                               |

Pas d'information pour les communes suivantes : Laigné, Launay-Villiers, Livet (Mayenne) , Livré-la-Touche, Loigné-sur-Mayenne, Loupfougères
- Haut – A
- B
- C
- D
- E
- F
- G
- H
- I
- J
- K
- L
- M
- N
- O
- P
- Q
- R
- S
- T
- U
- V
- W
- X
- Y
- Z

## M
| Blason de Madré | Blason  | D'azur au mont d'or sommé d'un chêne du même et chargé de deux têtes de guivre de sinople, allumées et lampassées de gueules, adossées et jointes. |
| Blason de Madré | Détails | "madré" veut dire rusé ; la ruse peut être ici évoquée par les serpents. Adopté par la municipalité le 7 janvier 1999.                             |

| Blason de Maisoncelles-du-Maine | Blason  | Fascé d’argent et de gueules de huit pièces, à deux clés passées en sautoir, cantonnées en flancs et en pointe d'un croissant, le tout brochant de l'un en l'autre, et en chef d'une étoile d'or. |
| Blason de Maisoncelles-du-Maine | Détails | Adopté par la municipalité le 19 novembre 1999. |

| Blason de Marigné-Peuton | Blason  | D'or au lion d'azur, armé et lampassé de gueules; au chef de gueules chargé de trois macles d'or. |
| Blason de Marigné-Peuton | Détails | Adopté par la municipalité le 20 décembre 1999.                                                   |

| Blason de Mayenne | Blason  | De gueules aux six écus d'or ordonnés 3, 2 et 1. |
| Blason de Mayenne | Détails | Le statut officiel du blason reste à déterminer. |

| Blason de Ménil | Blason  | D'argent à six rocs d'échiquier de sable 3, 2 et 1. |
| Blason de Ménil | Détails | Armes, avec émaux inversés, de la famille de Racappé, seigneur de Ménil et propriétaire du château de Magnanne durant trois siècles. Adopté dans les années 1980. |

| Blason de Méral | Blason  | Coupé ondé: au 1er d'azur à l'escarboucle d'or, au 2e gironné d'or et de sinople de six pièces en parti et écartelé en sautoir et à deux fers de moulins brochant de l'un en l'autre . |
| Blason de Méral | Détails | Adopté par la municipalité le 1 juillet 1999. |

| Blason de Meslay-du-Maine | Blason  | Coupé de gueules au léopard d'or et d'azur à la coupe fermée d'or. |
| Blason de Meslay-du-Maine | Détails | Le statut officiel du blason reste à déterminer.                   |

| Blason de Montaudin | Blason  | De gueules au chevron d'argent, maçonné de sable, accompagné en chef de deux roses d'or et en pointe d'un lion couronné du même. |
| Blason de Montaudin | Détails | Adopté par la municipalité le 12 octobre 1999.                                                                                   |

| Blason de Montflours | Blason  | D'azur au chevron d'argent accompagné de trois quintefeuilles d'or; au chef d'argent, chargé de trois fleurs de lis d'azur.                    |
| Blason de Montflours | Détails | Armes parlantes. (le nom de la commune est à rapprocher des fleurs représentées sur le blason) Adopté par la municipalité le 9 septembre 1999. |

| Blason de Montreuil-Poulay | Blason  | D'azur à deux fasces augmentées d'argent, celle du chef chargée d'une clé en fasce de gueules, celle de la pointe d'une épée couchée du même; au chef d'or chargé de trois chaudrons de gueules. |
| Blason de Montreuil-Poulay | Détails | Adopté par la municipalité le 3 mars 2000. |

| Blason de Montsûrs | Blason  | D'azur au mur crénelé d'argent maçonné de sable, ouvert du champ, mouvant de la pointe, au chef cousu de gueules* chargé d'une croix d'or.                |
| Blason de Montsûrs | Détails | * Ces armes emploient le terme « cousu » dans le seul but de contrevenir à la règle de contrariété des couleurs : elles sont fautives : gueules sur azur. |

Pas d'information pour les communes suivantes : Marcillé-la-Ville, Martigné-sur-Mayenne, Mée, Mézangers, Montenay, Montigné-le-Brillant, Montjean (Mayenne), Montourtier, Moulay (Mayenne)
- Haut – A
- B
- C
- D
- E
- F
- G
- H
- I
- J
- K
- L
- M
- N
- O
- P
- Q
- R
- S
- T
- U
- V
- W
- X
- Y
- Z

## N
| Blason de Neuilly-le-Vendin | Blason  | Coupé: au 1er d'azur à la rose d'argent, au 2e d'argent à la rose d'azur, à deux pointes de flèches adossées, posées en fasces, reliées par un fût commun, touchant les bords de l'écu et brochant sur le coupé, de l'un en l'autre. |
| Blason de Neuilly-le-Vendin | Détails | Adopté par la municipalité le 5 février 1999: |

| Blason de Nuillé-sur-Vicoin | Blason  | D'or à six écus de gueules ordonnés 3, 2 et 1.   |
| Blason de Nuillé-sur-Vicoin | Détails | Le statut officiel du blason reste à déterminer. |

Pas d'information pour les communes suivantes : Neau, Niafles
- Haut – A
- B
- C
- D
- E
- F
- G
- H
- I
- J
- K
- L
- M
- N
- O
- P
- Q
- R
- S
- T
- U
- V
- W
- X
- Y
- Z

## O
| Blason de Oisseau | Blason  | Deux écus accolés : - D'azur à la croix-champagne d'argent. - D'hermine à trois quintefeuilles de gueules boutonnées d'argent. |
| Blason de Oisseau | Détails | Le statut officiel du blason reste à déterminer.                                                                               |

| Blason de Origné | Blason  | D'azur à trois chevrons d'or, le premier et le troisième faillis à dextre, le second failli à senestre; au casque d'argent, taré de face, brochant sur le tout au canton senestre du chef. |
| Blason de Origné | Détails | Le statut officiel du blason reste à déterminer. |

Pas d'information pour Olivet (Mayenne).
- Haut – A
- B
- C
- D
- E
- F
- G
- H
- I
- J
- K
- L
- M
- N
- O
- P
- Q
- R
- S
- T
- U
- V
- W
- X
- Y
- Z

## P
| Blason de La Pallu | Blason  | D'azur semé de joncs feuillés d'or, à la fasce d'argent chargée d'une roue de moulin de sable brochante . |
| Blason de La Pallu | Détails | Adopté par la municipalité le 29 janvier 1999.                                                            |

| Blason de Le Pas | Blason  | D'azur au pal d'argent, chargé de trois tours de gueules et accosté de deux glaives abaissés d'argent. |
| Blason de Le Pas | Détails | Adopté par la municipalité en décembre 2002.                                                           |

| Blason de La Pellerine | Blason  | D'azur au casque d'or; mantelé d'argent chargé de deux corneilles de sable, becquées et membrées d'or. |
| Blason de La Pellerine | Détails | Adopté par la municipalité le 17 février 2000.                                                         |

| Blason de Pommerieux | Blason  | De gueules à une macle d'or accompagnée de sept annelets d'argent ordonnés en orle, trois à chaque flanc et un en pointe. |
| Blason de Pommerieux | Détails | Le statut officiel du blason reste à déterminer.                                                                          |

| Blason de Pontmain | Blason  | Parti : au 1er d'azur à cinq fleurs de lys d'or rangées en pal, ordonnées 2 et 3, celles de dextre surmontées d'un pont droit isolé de deux arches du même, maçonné de sable, au 2d d'argent à six mouchetures d'hermine de sable ordonnées 2, 1, 2 et 1. |
| Blason de Pontmain | Détails | Le statut officiel du blason reste à déterminer. |
| Blason de Pontmain | Alias   | De gueules à un lion d'or. |

| Blason de Pré-en-Pail | Blason  | Mi-parti d'or au sautoir d'azur, et d'argent à trois fasces du second. |
| Blason de Pré-en-Pail | Détails | Le statut officiel du blason reste à déterminer.                       |

| Blason de Préaux | Blason  | De sinople à l'épée d'argent accostée de deux têtes de cheval affrontées du même; au chef ondé d'argent à deux bandes de gueules. |
| Blason de Préaux | Détails | Le statut officiel du blason reste à déterminer.                                                                                  |

Pas d'information pour les communes suivantes : Parigné-sur-Braye, Parné-sur-Roc, Peuton, Placé, Port-Brillet
- Haut – A
- B
- C
- D
- E
- F
- G
- H
- I
- J
- K
- L
- M
- N
- O
- P
- Q
- R
- S
- T
- U
- V
- W
- X
- Y
- Z

## Q
| Blason de Quelaines-Saint-Gault | Blason  | Parti: au 1er d'argent à deux merlettes de sable, au 2e d'azur à deux quintefeuilles d'or; à la fasce de gueules chargée d'une lyre d'or accostée de deux macles du même, brochant sur le parti. |
| Blason de Quelaines-Saint-Gault | Détails | Le statut officiel du blason reste à déterminer. |

- Haut – A
- B
- C
- D
- E
- F
- G
- H
- I
- J
- K
- L
- M
- N
- O
- P
- Q
- R
- S
- T
- U
- V
- W
- X
- Y
- Z

## R
| Blason de Ravigny | Blason  | De gueules à la hache d'armes d'or, posée en bande, le fer tourné vers le chef, accompagnée de sept billettes du même, rangées en chef sur deux tires de quatre et trois pièces. |
| Blason de Ravigny | Détails | Le statut officiel du blason reste à déterminer. |

| Blason de Renazé | Blason  | D'argent à trois aiglettes de gueules, becquées et membrées d'azur. Devise / Cri« aquila non capit muscas » (l'aigle n'attrape pas les mouches). |
| Blason de Renazé | Détails | Le statut officiel du blason reste à déterminer.                                                                                                 |

| Blason de Rennes-en-Grenouilles | Blason  | D'azur à la grenouille d'or accostée de deux clés, les pannetons affrontés du même; au chef cousu de gueules, chargé d'un léopard d'or, armé et lampassé d'azur. |
| Blason de Rennes-en-Grenouilles | Détails | Armes parlantes. * Il y a là non-respect de la règle de contrariété des couleurs : ces armes sont fautives (gueules sur azur). Adopté le 8 octobre 1999.         |

| Blason de Le Ribay | Blason  | Fascé ondé d'azur et de sinople, à une crosse d'or mise en sautoir avec un bourdon du même, brochant sur le tout; au chef bastillé de trois pièces d'argent, chargé d'une croix ancrée d'azur, accostée de deux mûres de sable, tigées de sinople. |
| Blason de Le Ribay | Détails | Adopté le 25 février 2021. |

| Blason de Roë (La) | Blason  | De gueules à la roue d'argent, au chef du même chargé d'un dragon issant du champ. |
| Blason de Roë (La) | Détails | Armes parlantes. (roue) Le statut officiel du blason reste à déterminer.           |

| Blason de La Rouaudière | Blason  | D'or à la bande fuselée de gueules. |
| Blason de La Rouaudière | Détails | Reprise des armoiries de la famille de La Jaille, dont certains membres furent seigneurs de la Rouaudière. Le statut officiel du blason reste à déterminer. |

| Blason de Ruillé-le-Gravelais | Blason  | D'argent au pal fiché d'azur, au chef échiqueté d'or et de gueules de deux tires. |
| Blason de Ruillé-le-Gravelais | Détails | Le statut officiel du blason reste à déterminer.                                  |

Pas d'information pour les communes suivantes : Ruillé-Froid-Fonds
- Haut – A
- B
- C
- D
- E
- F
- G
- H
- I
- J
- K
- L
- M
- N
- O
- P
- Q
- R
- S
- T
- U
- V
- W
- X
- Y
- Z

## S
| Blason de Saint-Aignan-de-Couptrain | Blason  | D'azur à la fontaine jaillissante d'argent, accompagnée en chef de deux croisettes fléchées d'or. |
| Blason de Saint-Aignan-de-Couptrain | Détails | Le statut officiel du blason reste à déterminer.                                                  |

| Blason de Saint-Aignan-sur-Roë | Blason  | Écartelé, au 1er de gueules aux lettres S A d'or ; au 2e d'azur à la fleur de lys d'or ; au 3e d'azur à la tierce-feuille d'argent ; au 4e de gueules à la tour d'or maçonnée de sable. |
| Blason de Saint-Aignan-sur-Roë | Détails | Le statut officiel du blason reste à déterminer. |

| Blason à dessiner | Blason  | D'azur à la roue de moulin d'argent accostée de deux branches de bruyère d'or, fleuries de gueules, les tiges passées en sautoir en pointe et surmontée d'une panière d'or remplie de trois pains d'argent. |
| Blason à dessiner | Détails | Adopté le 4 septembre 2023. |

| Blason de Saint-Aubin-Fosse-Louvain | Blason  | D'argent au loup de sable; chaussé d'azur chargé de deux chaînes brisées d'or posées en pal. |
| Blason de Saint-Aubin-Fosse-Louvain | Détails | Adopté en octobre 1999.                                                                      |

| Blason de Saint-Berthevin | Blason  | De gueules au chevron d'argent accompagné de trois aiglettes d'or. |
| Blason de Saint-Berthevin | Détails | Le statut officiel du blason reste à déterminer.                   |

| Blason de Saint-Berthevin-la-Tannière | Blason  | Parti : au 1er de gueules à l'aigle d'argent, armée et becquée d'or, au 2e d'argent au lion de sable couronné, armé et lampassé de gueules ; le tout sommé d'un chef de sable au lion issant d'argent. |
| Blason de Saint-Berthevin-la-Tannière | Détails | Le statut officiel du blason reste à déterminer. |

| Blason de Saint-Brice | Blason  | Mi-parti: au 1er d'argent à l'aigle de sable; au 2e d'argent à l'aigle de gueules, membrée, becquée et couronnée de sable; au chef d'azur chargé d'un feu d'or à dextre et d'une crosse contournée issante du même à senestre. |
| Blason de Saint-Brice | Détails | Conflit héraldique : le blasonnement dit l'aigle "becquée [...] de sable" ; le dessin ne la montre pas ainsi. Adopté le 10 novembre 1999.                                                                                      |

| Blason de Saint-Calais-du-Désert | Blason  | D'azur à la croix d'argent cantonnée au 1er de la lettre capitale C, aux 2e et 3e d'une roue de moulin et au 4e de la lettre capitale D, le tout d'or. |
| Blason de Saint-Calais-du-Désert | Détails | Le statut officiel du blason reste à déterminer. |

| Blason de Saint-Charles-la-Forêt | Blason  | D'or au chevron de gueules accompagné en chef de deux aigles éployées d'azur, et en pointe d'un arbre arraché de sinople. |
| Blason de Saint-Charles-la-Forêt | Détails | Le statut officiel du blason reste à déterminer.                                                                          |

| Blason de Saint-Cyr-en-Pail | Blason  | D'azur à la bande d'argent accompagnée de deux lettres capitales B contournées d'or ; au chef d'azur chargé d'une rose d'argent accostée de deux demi-vols affrontés du même. |
| Blason de Saint-Cyr-en-Pail | Détails | Le statut officiel du blason reste à déterminer. |

| Blason de Saint-Denis-d'Anjou | Blason  | De gueules au rais d'escarboucle pommeté et fleurdelysé d'or. |
| Blason de Saint-Denis-d'Anjou | Détails | Le statut officiel du blason reste à déterminer.              |

| Blason de Saint-Ellier-du-Maine | Blason  | De gueules à trois cloches de vair d'argent accolées en fasce et accompagnées de deux divises ondées d'or, l'une en chef, l'autre en pointe. |
| Blason de Saint-Ellier-du-Maine | Détails | Adopté en décembre 1999. |

| Blason de Saint-Erblon | Blason  | Vairé d'or et d'azur, à la fontaine de gueules. |
| Blason de Saint-Erblon | Détails | Adopté le 2 décembre 1999.                      |

| Blason de Saint-Fraimbault-de-Prières | Blason  | De gueules à la croix d'argent frettée de sable, cantonnée aux 1er et 4e d'un lion d'or, aux 2e et 3e d'une main senestre appaumée d'argent. |
| Blason de Saint-Fraimbault-de-Prières | Détails | Le statut officiel du blason reste à déterminer.                                                                                             |

| Blason de Saint-Georges-le-Fléchard | Blason  | D'azur au chevron cousu de gueules, accompagné en chef de deux étoiles d'argent et en pointe d'un coeur du même.                                               |
| Blason de Saint-Georges-le-Fléchard | Détails | * Il y a là non-respect de la règle de contrariété des couleurs : ces armes sont fautives (gueules sur azur). Le statut officiel du blason reste à déterminer. |

| Blason de Saint-Georges-sur-Erve | Blason  | Écartelé: au 1er d'azur au rencontre de vache d'argent, aux 2e et 3e d'argent à la grenouille de sinople posée en pal, au 4e fascé ondé d'argent et d'azur de huit pièces; à la croix diminuée de gueules brochant sur la partition. |
| Blason de Saint-Georges-sur-Erve | Détails | Le statut officiel du blason reste à déterminer. |

| Blason de Saint-Germain-le-Fouilloux | Blason  | De gueules au lion d'or surmonté d'un écusson du même; chapé d'argent chargé de quatre mouchetures d'hermine de sable, deux rangées en barre à dextre et deux rangées en bande à senestre. |
| Blason de Saint-Germain-le-Fouilloux | Détails | Le statut officiel du blason reste à déterminer. |

| Blason de Saint-Julien-du-Terroux | Blason  | Tiercé en pairle renversé: au 1er de gueules à la gerbe de blé d'or, au 2e d'argent au lion de sinople armé et lampassé de gueules, au 3e d'azur à l'épée renversée d'or brochant sur trois burelles ondées d'argent. |
| Blason de Saint-Julien-du-Terroux | Détails | Le statut officiel du blason reste à déterminer. |

| Blason de Saint-Léger | Blason  | D'azur à la meule de moulin d'argent en pointe, surmontée d'une hache d'or accostée de deux arbres du même. |
| Blason de Saint-Léger | Détails | Le statut officiel du blason reste à déterminer.                                                            |

| Blason de Saint-Mars-sur-Colmont | Blason  | D'azur à la muraille crénelée d'argent, maçonnée de sable, chargée d'un lambel à cinq pendants de gueules et surmontée de trois larmes d'or rangées en fasce. |
| Blason de Saint-Mars-sur-Colmont | Détails | Le statut officiel du blason reste à déterminer. |

| Blason de Saint-Mars-sur-la-Futaie | Blason  | D'azur à deux crosses adossées d'or, accostées de deux larmes du même; au chef vairé d'argent et de gueules. |
| Blason de Saint-Mars-sur-la-Futaie | Détails | Adopté le 25 novembre 1999.                                                                                  |

| Blason de Saint-Martin-de-Connée | Blason  | De gueules à la montagne d'argent, chargée d'une épée du champ et accompagnée en chef d’une rose d'argent, accostée de deux glands versés d'or. |
| Blason de Saint-Martin-de-Connée | Détails | Adopté le 5 novembre 1999. |

| Blason de Saint-Michel-de-la-Roë | Blason  | De gueules au besant d'argent chargé d'une croix de gueules et bordé d'argent, accolé de deux demi-vols du même; au chef cousu d'azur chargé de trois têtes de lion d'or lampassées de gueules. |
| Blason de Saint-Michel-de-la-Roë | Détails | * Ces armes emploient le terme « cousu » dans le seul but de contrevenir à la règle de contrariété des couleurs : elles sont fautives : azur sur gueules. Adopté len septembre 1999.            |

| Blason de Saint-Pierre-des-Landes | Blason  | Écartelé en sautoir: au 1er d'azur au coq hardi d'or, barbé, crêté et membré de gueules, aux 2e et 3e d'argent à la branche de bruyère fleurie au naturel, au 4e d'azur au léopard d'or. |
| Blason de Saint-Pierre-des-Landes | Détails | Le statut officiel du blason reste à déterminer. |

| Blason de Saint-Pierre-des-Nids | Blason  | De France ancien au lion d'or couronné de gueules adextré d'une clef d'or brochante ; au chef cousu de gueules bastillé de trois pièces et chargé de sept billettes d'or ordonnées 4 et 3. |
| Blason de Saint-Pierre-des-Nids | Détails | La clé fait référence aux clés de Saint-Pierre. Le statut officiel du blason reste à déterminer.                                                                                           |

| Blason de Saint-Pierre-sur-Erve | Blason  | D'azur à la tête de cheval d'argent, accompagnée en chef d’un silex en feuille de laurier du même, le tout accosté de deux clés d'or, les pannetons affrontés; au chef ondé d'or chargé d'une roue de moulin de sable accostée de deux annelets du même. |
| Blason de Saint-Pierre-sur-Erve | Détails | Les clés font référence aux clés de Saint-Pierre. Adopté le 16 novembre 2018. |

| Blason de Saint-Pierre-sur-Orthe | Blason  | D'argent à la fontaine d'azur, posée sur une champagne du même chargée de trois quintefeuilles d'or, la fontaine accostée de deux clés de sable, les pannetons affrontés. |
| Blason de Saint-Pierre-sur-Orthe | Détails | Les clés font référence aux clés de Saint-Pierre. Adopté le 24 juin 1999.                                                                                                 |

| Blason de Saint-Samson | Blason  | D'azur à la bande d'argent accompagnée de deux merlettes affrontées d'or, au franc-quartier échiqueté d'argent et d'azur. |
| Blason de Saint-Samson | Détails | Le statut officiel du blason reste à déterminer.                                                                          |

| Blason de Saint-Saturnin-du-Limet | Blason  | D'argent à une ancolie d'azur de deux pièces, tigée et feuillée de sinople en forme de S, adextrée d'une autre lettre capitale S, elle-même senestrée d'une lettre capitale L, toutes deux au trait de sinople. |
| Blason de Saint-Saturnin-du-Limet | Détails | Le statut officiel du blason reste à déterminer. |

| Blason de Saint-Thomas-de-Courceriers | Blason  | D'azur au triangle d'argent versé en barre et évidé du champ ; au chef bastillé de trois pièces d'or chargé de trois roses de gueules. |
| Blason de Saint-Thomas-de-Courceriers | Détails | Adopté le 20 mai 1999. |

| Blason de Sainte-Gemmes-le-Robert | Blason  | De gueules aux trois tentes d'argent, au chef cousu d'azur chargé d'un léopard d'or. |
| Blason de Sainte-Gemmes-le-Robert | Détails | * Ces armes emploient le terme « cousu » dans le seul but de contrevenir à la règle de contrariété des couleurs : elles sont fautives : azur sur gueules. Le statut officiel du blason reste à déterminer. |

| Blason de Sainte-Suzanne | Blason  | Écartelé : au 1er de France à la bordure de gueules chargée de 16 besants d'argent, au 2e chevronné d'or et de gueules de 8 pièces, au 3e d'hermine à 3 quintefeuilles de gueules brochantes, au 4e de gueules au lévrier d'argent colleté de France. |
| Blason de Sainte-Suzanne | Détails | Le statut officiel du blason reste à déterminer. |

| Blason de Selle-Craonnaise (La) | Blason  | Écartelé de gueules fretté d'argent, au chef d'or, et du même à trois têtes de loup du premier. |
| Blason de Selle-Craonnaise (La) | Détails | Le statut officiel du blason reste à déterminer.                                                |

| Blason de Senonnes | Blason  | D'argent au lion de sable cantonné de quatre merlettes du même, chargé en cœur d'un écusson d'argent à la fasce de gueules fleurdelisée de six pièces. . |
| Blason de Senonnes | Détails | Il s'agit des armes de la famille de La Motte-Baracé, marquis de Senonnes. Le statut officiel du blason reste à déterminer.                              |

| Blason de Simplé | Blason  | D'azur à dix besants d'or ordonnés 4, 3, 2 et 1; au chef cousu de gueules chargé d'un rocher isolé d'or accosté de deux étoiles d'argent.                                                                  |
| Blason de Simplé | Détails | * Ces armes emploient le terme « cousu » dans le seul but de contrevenir à la règle de contrariété des couleurs : elles sont fautives : gueules sur azur. Le statut officiel du blason reste à déterminer. |

Pas d'information pour les communes suivantes : Sacé, Saint-Baudelle, Saint-Céneré, Saint-Christophe-du-Luat, Saint-Cyr-le-Gravelais, Saint-Denis-de-Gastines, Saint-Denis-du-Maine, Saint-Fort, Saint-Georges-Buttavent, Saint-Germain-d'Anxure, Saint-Germain-de-Coulamer, Saint-Germain-le-Guillaume, Saint-Hilaire-du-Maine, Saint-Jean-sur-Erve, Saint-Jean-sur-Mayenne, Saint-Laurent-des-Mortiers, Saint-Loup-du-Dorat, Saint-Loup-du-Gast, Saint-Mars-du-Désert (Mayenne), Saint-Martin-du-Limet, Saint-Michel-de-Feins, Saint-Ouën-des-Toits, Saint-Ouën-des-Vallons, Saint-Pierre-la-Cour, Saint-Poix, Saint-Quentin-les-Anges, Saint-Sulpice (Mayenne), Sainte-Marie-du-Bois (Mayenne), Saulges, Soucé, Soulgé-sur-Ouette
- Haut – A
- B
- C
- D
- E
- F
- G
- H
- I
- J
- K
- L
- M
- N
- O
- P
- Q
- R
- S
- T
- U
- V
- W
- X
- Y
- Z

## T
| Blason de Thorigné-en-Charnie | Blason  | Losangé d'or et de gueules, à la tour d'argent, ouverte de sable, brochante, chargée d'un bonnet phrygien de gueules et surmontée d'une chauve-souris éployée de sable. |
| Blason de Thorigné-en-Charnie | Détails | Le statut officiel du blason reste à déterminer. |

| Blason de Thubœuf | Blason  | D'azur au chef-pal d’argent chargé d'un glaive versé de gueules et accosté de deux maillets d'ardoisier d'argent cerclés de gueules. |
| Blason de Thubœuf | Détails | Adopté le 15 septembre 1999. |

| Blason de Torce-Viviers-en-Charnie | Blason  | De gueules au château d'argent flanqué de deux tours couvertes de sable, ouvert, ajouré et maçonné du même, surmonté d'un besant d'or, posé sur une terrasse d'argent chargée d'un poisson d'azur. |
| Blason de Torce-Viviers-en-Charnie | Détails | Adopté le 1er juin 1999. |

| Blason de Trans | Blason  | D'azur à trois enfants dans un baquet d'eau le tout d'or; chapé d'argent chargé de deux roses d'azur. |
| Blason de Trans | Détails | Le statut officiel du blason reste à déterminer.                                                      |

- Haut – A
- B
- C
- D
- E
- F
- G
- H
- I
- J
- K
- L
- M
- N
- O
- P
- Q
- R
- S
- T
- U
- V
- W
- X
- Y
- Z

## V
| Blason de Vaiges | Blason  | De sinople au chevron renversé d'or accompagné en chef d'un gril d'argent, posé en pal la poignée en bas et en pointe de deux coquilles du même. |
| Blason de Vaiges | Détails | Le statut officiel du blason reste à déterminer.                                                                                                 |

| Blason de Vautorte | Blason  | Coupé crénelé: au 1er d'argent à la fasce de sable et à la bande de gueules brochante, au 2e de gueules au cheval d'argent sur un mont du même mouvant de la pointe. |
| Blason de Vautorte | Détails | Adopté le 2 mars 2000. |

| Blason de Villaines-la-Juhel | Blason  | De sable fretté d'argent, au chef de même, chargé d'un lion issant de gueules, armé, lampassé et couronné d'or. |
| Blason de Villaines-la-Juhel | Détails | Le statut officiel du blason reste à déterminer.                                                                |

| Blason de Villiers-Charlemagne | Blason  | D'azur à trois coquilles d'argent.                                                                            |
| Blason de Villiers-Charlemagne | Détails | Conflit héraldique : le dessin ne montre que deux coquilles. Le statut officiel du blason reste à déterminer. |

| Blason de Vieuvy | Blason  | D'argent à la tête de loup arrachée de sable, lampassée de gueules, accostée de deux demi-roses d'azur mouvant des flancs, le tout accompagné de deux burelles ondées d'azur, l'une en chef, l'autre en pointe . |
| Blason de Vieuvy | Détails | Adopté le 21 février 2000. |

| Blason de Villepail | Blason  | D'azur au cerf d'or; au chef d'argent, chargé d'une fleur de lis de gueules, accostée de deux hures de sanglier affrontées de sable, défendues de gueules. |
| Blason de Villepail | Détails | Adopté le 10 décembre 1999. |

| Blason de Vimarcé | Blason  | D'argent à la fasce de sable, chargée d’un agneau du champ et accompagnée de six merlettes de sable rangées en fasce, trois en chef et trois en pointe. |
| Blason de Vimarcé | Détails | Adoptée par la commune le 2 novembre 1999. |

Pas d'information pour les communes suivantes : Voutré
- Haut – A
- B
- C
- D
- E
- F
- G
- H
- I
- J
- K
- L
- M
- N
- O
- P
- Q
- R
- S
- T
- U
- V
- W
- X
- Y
- Z

## Sources et bibliographie
- « Armorial des communes de la Mayenne », dans Alphonse-Victor Angot et Ferdinand Gaugain, Dictionnaire historique, topographique et biographique de la Mayenne, Laval, A. Goupil, 1900-1910 [détail des éditions] (BNF 34106789, présentation en ligne)